# گمینا ویلیچکی
گمینا ویلیچکی (به لهستانی:  Gmina Wieliczki) یک گمینا در لهستان است که در شهرستان اولتسکو واقع شده‌است. گمینا ویلیچکی ۱۴۱ کیلومتر مربع مساحت و ۳٬۴۲۰ نفر جمعیت دارد.